# Édouard Laporte
Pour les articles homonymes, voir Laporte.
Édouard Laporte est un homme politique français né le 23 juillet 1833 à Lamassas (Lot-et-Garonne) et décédé le 22 mars 1890 à Paris.

## Biographie
Conseiller général du canton de Penne, il est sénateur de Lot-et-Garonne de 1885 à 1890, siégeant à Gauche.